# رومان فلاديمير جاكيو
رومان فلاديمير جاكيو (من مواليد 8 نوفمبر 1939) هو عالم فيزياء نظرية حاصل على ميدالية ديراك. ولد في لوبلينيك، ببولندا عام 1939. لأسرة أوكرانية، انتقلت لاحقًا إلى النمسا ثم ألمانيا قبل أن تستقر في مدينة نيويورك عندما كان جاكيو في العاشرة من عمره.

## الجوائز والتكريم
- جائزة داني هينمان للفيزياء الرياضية (1995)[6]